# Eliud Kipchoge
Eliud Kipchoge (n. 5 noiembrie 1984, Kapsisiywa⁠(d), Rift Valley Province, Kenya) este un atlet kenyan specializat pe alergare pe distanțe lungi, campion mondial pe distanța de 5.000 de metri în 2003 și campion olimpic la maraton în 2016 și 2020.

## Carieră
S-a născut în Provincia Rift Valley, în Kenya, mezinul unei familii cu cinci copii. El aparține poporului Kalenjin, care a produs un mare număr de campioni internaționali la alergare.
Primul rezultat de notat l-a avut la Campionatul Mondial de Cros pentru juniori din 2003, unde a cucerit medalia de aur pe distanța de 5.000 de metri. Câteva luni mai târziu a creat surpriză la Campionatul Mondial de Atletism din 2003, câștigând cursa în fața favoriților  Kenenisa Bekele și Hicham El Guerrouj cu timpul de 12:52,79, noul record al competiției. La Jocurile Olimpice de vară din 2004 s-a clasat pe locul trei, după El Guerrouj și Bekele. În 2007 a cucerit medalia de argint la Campionatul Mondial, fiind depășit de americanul Bernard Lagat. Argintul a luat și la Jocurile Olimpice din 2008: chiar dacă și-a îmbunătățit timpul de la Atena 2004, a fost devansat de Bekele. După niște calificări dezastruoase nu s-a putut calificat la Jocurile Olimpice din 2012, ceea ce a descris ca cel mai dureros moment al carierei.
După eșecul de la Londra 2012 s-a reorientat spre maraton. A alergat mai întâi semimaratonul de la Lille timp de 59:25, apoi a câștigat maratonul de la Hamburg cu timpul de 2:05:30, noul record al probei. În anul 2016 și-a îmbunătățit recordul personal cu timpul de 2:03:05 realizat în cadrul maratonului de la Londra, pe care l-a câștigat. Câteva luni mai târziu, a devenit campion olimpic la Rio de Janeiro, după ce s-a detașat de pluton încă de la km 35. La Jocurile Olimpice din 2020 a câștigat din nou medalia de aur. În 2022 a stabilit recordul mondial la Berlin cu timpul de 2:01:09.

## Realizări
| An   | Competiție                             | Locație                  | Loc | Eveniment   | Note     |
| ---- | -------------------------------------- | ------------------------ | --- | ----------- | -------- |
| 2002 | Campionatul Mondial de Cros de Juniori | Dublin, Irlanda          | 5   | 7,974 km    | 23:39    |
| 2002 | Campionatul Mondial de Cros de Juniori | Dublin, Irlanda          | 1   | echipe      | 23:39    |
| 2003 | Campionatul Mondial de Cros de Juniori | Lausanne, Elveția        | 1   | 7,92 km     | 22:47    |
| 2003 | Campionatul Mondial de Cros de Juniori | Lausanne, Elveția        | 1   | echipe      | 22:47    |
| 2003 | Campionatul Mondial                    | Paris, Franța            | 1   | 5000 m      | 12:52,79 |
| 2004 | Campionatul Mondial de Cros            | Bruxelles, Belgia        | 4   | 12 km       | 36:34    |
| 2004 | Campionatul Mondial de Cros            | Bruxelles, Belgia        | 2   | echipe      | 36:34    |
| 2004 | Jocurile Olimpice                      | Atena, Grecia            | 3   | 5000 m      | 13:15,10 |
| 2005 | Campionatul Mondial de Cros            | Saint-Étienne, Franța    | 5   | 12,02 km    | 35:37    |
| 2005 | Campionatul Mondial de Cros            | Saint-Étienne, Franța    | 2   | echipa      | 35:37    |
| 2005 | Campionatul Mondial                    | Helsinki, Finlanda       | 4   | 5000 m      | 13:33,04 |
| 2006 | Campionatul Mondial în sală            | Moscova, Rusia           | 3   | 3000 m      | 7:42,58  |
| 2007 | Campionatul Mondial                    | Osaka, Japonia           | 2   | 5000 m      | 13:46,00 |
| 2008 | Jocurile Olimpice                      | Beijing, China           | 2   | 5000 m      | 13:02,80 |
| 2009 | Campionatul Mondial                    | Berlin, Germania         | 5   | 5000 m      | 13:18,95 |
| 2011 | Campionatul Mondial                    | Daegu, Coreea de Sud     | 7   | 5000 m      | 13:27,27 |
| 2012 | Campionatul Mondial de Semimaraton     | Kavarna, Bulgaria        | 6   | semimaraton | 1:01:52  |
| 2013 | Hamburg Marathon                       | Hamburg, Germania        | 1   | maraton     | 2:05:30  |
| 2013 | Maratonul Berlin                       | Berlin, Germania         | 2   | maraton     | 2:04:05  |
| 2014 | Rotterdam Marathon                     | Rotterdam, Olanda        | 1   | maraton     | 2:05:00  |
| 2014 | Chicago Marathon                       | Chicago, Statele Unite   | 1   | maraton     | 2:04:11  |
| 2015 | London Marathon                        | Londra, Marea Britanie   | 1   | maraton     | 2:04:42  |
| 2015 | Maratonul Berlin                       | Berlin, Germania         | 1   | maraton     | 2:04:00  |
| 2016 | London Marathon                        | Londra, Marea Britanie   | 1   | maraton     | 2:03:05  |
| 2016 | Jocurile Olimpice                      | Rio de Janeiro, Brazilia | 1   | maraton     | 2:08:44  |
| 2017 | Maratonul Berlin                       | Berlin, Germania         | 1   | maraton     | 2:03:32  |
| 2018 | London Marathon                        | Londra, Marea Britanie   | 1   | maraton     | 2:04:17  |
| 2018 | Maratonul Berlin                       | Berlin, Germania         | 1   | maraton     | 2:01:39  |
| 2019 | London Marathon                        | Londra, Marea Britanie   | 1   | maraton     | 2:02:37  |
| 2020 | London Marathon                        | Londra, Marea Britanie   | 8   | maraton     | 2:06:49  |
| 2021 | NN Mission Marathon                    | Enschede, Olanda         | 1   | maraton     | 2:04:30  |
| 2021 | Jocurile Olimpice                      | Tokio, Japonia           | 1   | maraton     | 2:08:38  |
| 2021 | Tokyo Marathon                         | Tokio, Japonia           | 1   | maraton     | 2:02:40  |
| 2022 | Maratonul Berlin                       | Berlin, Germania         | 1   | maraton     | 2:01:09  |
| 2023 | Boston Marathon                        | Boston, Statele Unite    | 6   | maraton     | 2:09:23  |
| 2023 | Maratonul Berlin                       | Berlin, Germania         | 1   | maraton     | 2:02:42  |
| 2024 | Tokyo Marathon                         | Tokio, Japonia           | 10  | maraton     | 2:06:50  |
| 2024 | Jocurile Olimpice                      | Paris, Franța            | –   | maraton     | NT       |

## Recorduri personale
| Probă       | Performanță | Dată               | Locație |
| ----------- | ----------- | ------------------ | ------- |
| 1500 m      | 3:33,20     | 31 mai 2004        | Hengelo |
| 5000 m      | 12:46,53    | 2 iulie 2004       | Roma    |
| 10 000 m    | 26:49,02    | 26 mai 2007        | Hengelo |
| Semimaraton | 59:25       | 1 septembrie 2012  | Lille   |
| Maraton     | 2:01:09 RM  | 25 septembrie 2022 | Berlin  |